# Audincourt
Ne doit pas être confondu avec Adaincourt ou Oudincourt.
Audincourt (en franc-comtois : Adïncoûe) est une commune française située dans le département du Doubs, la région culturelle et historique de Franche-Comté et la région administrative Bourgogne-Franche-Comté.
En 2010, elle est la huitième commune de Franche-Comté par la population avec 14 825 habitants, devant Valentigney et derrière Vesoul.
Elle est réputée également pour être la capitale de la turbidité en raison de son eau extrêmement trouble dans le Doubs.

## Géographie

### Localisation
Audincourt, commune située à l'Est de la France, est la quatrième ville du Doubs (après Besançon, Montbéliard et Pontarlier). Audincourt fait partie de la communauté d'agglomération du pays de Montbéliard et constitue avec elle le noyau de cette agglomération. En effet, Montbéliard et Audincourt sont à la tête d'une agglomération de plus de 125 000 habitants et, avec la ville voisine de Belfort située à une vingtaine de kilomètres de l'agglomération, elles forment le premier bassin démographique et économique de la région : l'aire urbaine de Belfort-Montbéliard (300 000 habitants).

### Géologie et relief
L'altitude de la commune varie entre 314 et 417 mètres.

### Hydrographie
Le Doubs et le Gland arrosent la commune.

### Voies de communication et transports
Voies routières
La ville est desservie par le réseau évolitY de l'agglomération du pays de Montbéliard.
Voies ferroviaires

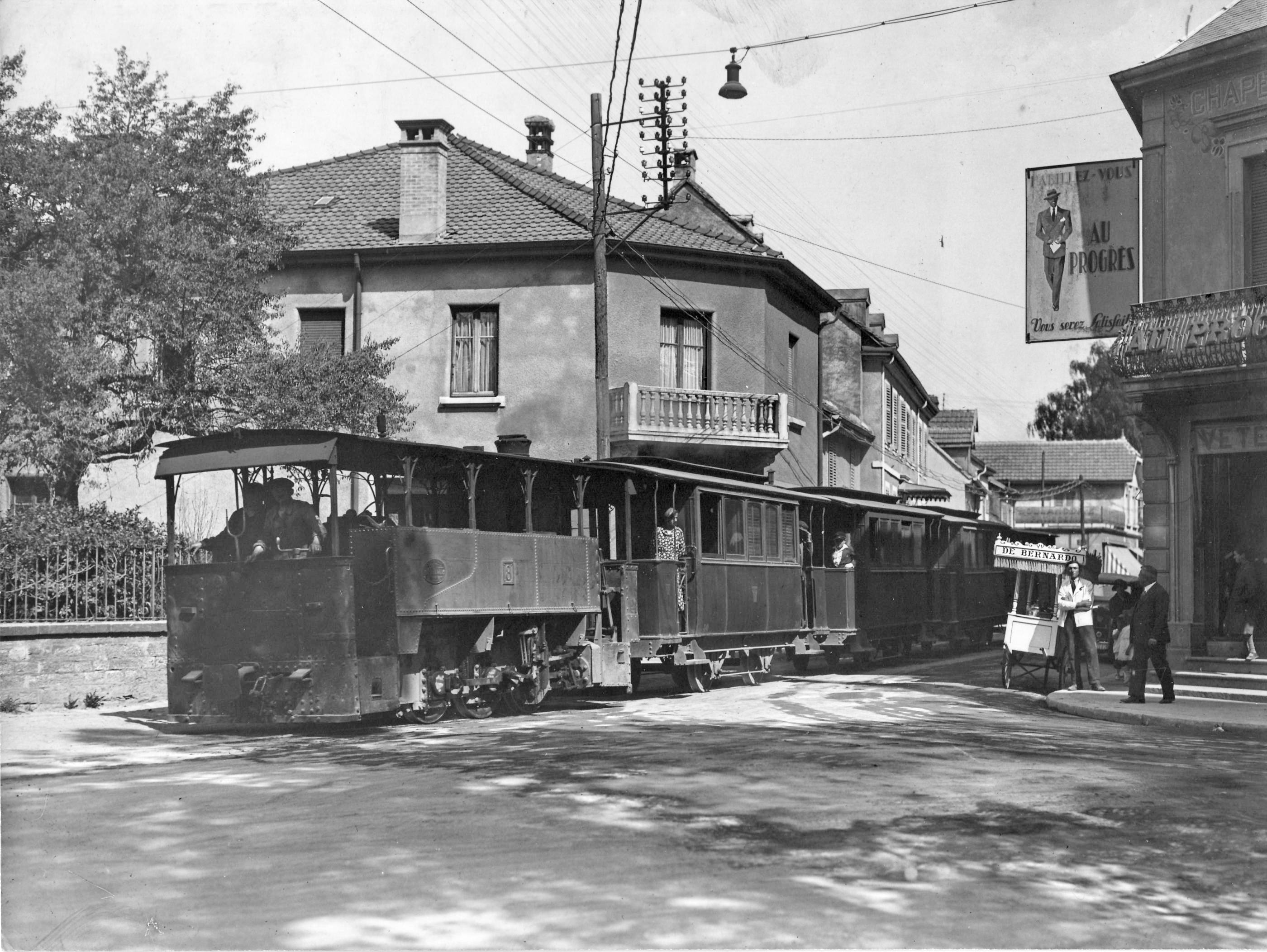
Le Tramway de la vallée d'Hérimoncourt, tracté par une locomotive bicabine Buffaud & Robatel.

Audincourt fut le cœur d'un petit réseau de chemin de fer secondaire qui le reliait à Hérimoncourt (ouvert en 1887), Beaulieu-Mandeure (1899) et  la gare de Montbéliard via Sochaux (1904), exploité par la Société du Tramway de la Vallée d'Hérimoncourt (TVH) au moyen de tramways à vapeur tractés par de petites locomotives bicabines. Ce réseau de 20 km à voie unique et métrique cessa son activité en 1932 et fut remplacé par une liaison par autocar,,.

### Climat
Pour des articles plus généraux, voir Climat de la Bourgogne-Franche-Comté et Climat du Doubs.
En 2010, le climat de la commune est de type climat de montagne, selon une étude du Centre national de la recherche scientifique s'appuyant sur une série de données couvrant la période 1971-2000. En 2020, Météo-France publie une typologie des climats de la France métropolitaine dans laquelle la commune est dans une zone de transition entre le climat semi-continental et le climat de montagne et est dans une zone de transition entre les régions climatiques « Vosges » et « Jura ».
Pour la période 1971-2000, la température annuelle moyenne est de 9,9 °C, avec une amplitude thermique annuelle de 17,4 °C. Le cumul annuel moyen de précipitations est de 1 187 mm, avec 12 jours de précipitations en janvier et 10,4 jours en juillet. Pour la période 1991-2020, la température moyenne annuelle observée sur la station météorologique de Météo-France la plus proche, « Saint-Dizier-L'eveque_sapc », sur la commune de Saint-Dizier-l'Évêque à 9 km à vol d'oiseau, est de 10,1 °C et le cumul annuel moyen de précipitations est de 1 099,4 mm. 
La température maximale relevée sur cette station est de 37 °C, atteinte le 13 août 2003 ; la température minimale est de −17,4 °C, atteinte le 20 décembre 2009,,.
| Mois                                  | jan.             | fév.           | mars           | avril         | mai           | juin          | jui.          | août         | sep.          | oct.          | nov.             | déc.           | année      |
| ------------------------------------- | ---------------- | -------------- | -------------- | ------------- | ------------- | ------------- | ------------- | ------------ | ------------- | ------------- | ---------------- | -------------- | ---------- |
| Température minimale moyenne (°C)     | −1               | −0,5           | 2,2            | 5,3           | 9,2           | 12,7          | 14,6          | 14,6         | 10,9          | 7,3           | 2,8              | −0,1           | 6,5        |
| Température moyenne (°C)              | 1,4              | 2,4            | 5,9            | 9,6           | 13,5          | 17,2          | 19,1          | 19           | 14,8          | 10,5          | 5,4              | 2,4            | 10,1       |
| Température maximale moyenne (°C)     | 3,9              | 5,4            | 9,6            | 13,9          | 17,9          | 21,7          | 23,7          | 23,5         | 18,8          | 13,7          | 8                | 4,8            | 13,7       |
| Record de froid (°C) date du record   | −13,3 04.01.1993 | −16,5 07.02.12 | −13,8 01.03.05 | −5,1 08.04.03 | −0,2 05.05.19 | 1,8 02.06.06  | 7 13.07.1993  | 6 31.08.1995 | 3,2 29.09.02  | −6,3 25.10.03 | −10,5 23.11.1998 | −17,4 20.12.09 | −17,4 2009 |
| Record de chaleur (°C) date du record | 16,9 01.01.23    | 19,2 24.02.21  | 23,9 31.03.21  | 26,3 21.04.18 | 30 28.05.17   | 33,5 19.06.22 | 36,2 24.07.19 | 37 13.08.03  | 30,6 12.09.23 | 28,1 13.10.23 | 22,1 07.11.15    | 17,7 31.12.22  | 37 2003    |
| Précipitations (mm)                   | 75,9             | 71,7           | 77             | 81,3          | 111,6         | 100           | 92,7          | 99,1         | 89,1          | 102,1         | 97,6             | 101,3          | 1 099,4    |

| Diagramme climatique                                  |             |          |             |              |             |              |              |              |              |          |              |
| J                                                     | F           | M        | A           | M            | J           | J            | A            | S            | O            | N        | D            |
| 3,9−175,9                                             | 5,4−0,571,7 | 9,62,277 | 13,95,381,3 | 17,99,2111,6 | 21,712,7100 | 23,714,692,7 | 23,514,699,1 | 18,810,989,1 | 13,77,3102,1 | 82,897,6 | 4,8−0,1101,3 |
| Moyennes : • Temp. maxi et mini °C • Précipitation mm |             |          |             |              |             |              |              |              |              |          |              |

Les paramètres climatiques de la commune ont été estimés pour le milieu du siècle (2041-2070) selon différents scénarios d'émission de gaz à effet de serre à partir des nouvelles projections climatiques de référence DRIAS-2020. Ils sont consultables sur un site dédié publié par Météo-France en novembre 2022.

## Urbanisme

### Typologie
Au 1er janvier 2024, Audincourt est catégorisée grand centre urbain, selon la nouvelle grille communale de densité à 7 niveaux définie par l'Insee en 2022.
Elle appartient à l'unité urbaine de Montbéliard, une agglomération inter-départementale dont elle est ville-centre,. Par ailleurs la commune fait partie de l'aire d'attraction de Montbéliard, dont elle est une commune du pôle principal,. Cette aire, qui regroupe 137 communes, est catégorisée dans les aires de 50 000 à moins de 200 000 habitants,.

### Occupation des sols
L'occupation des sols de la commune, telle qu'elle ressort de la base de données européenne d’occupation biophysique des sols Corine Land Cover (CLC), est marquée par l'importance des territoires artificialisés (57,4 % en 2018), en augmentation par rapport à 1990 (52,7 %). La répartition détaillée en 2018 est la suivante : 
zones urbanisées (47,4 %), forêts (33,2 %), zones industrielles ou commerciales et réseaux de communication (10 %), zones agricoles hétérogènes (5 %), prairies (4,4 %). L'évolution de l’occupation des sols de la commune et de ses infrastructures peut être observée sur les différentes représentations cartographiques du territoire : la carte de Cassini (XVIIIe siècle), la carte d'état-major (1820-1866) et les cartes ou photos aériennes de l'IGN pour la période actuelle (1950 à aujourd'hui).

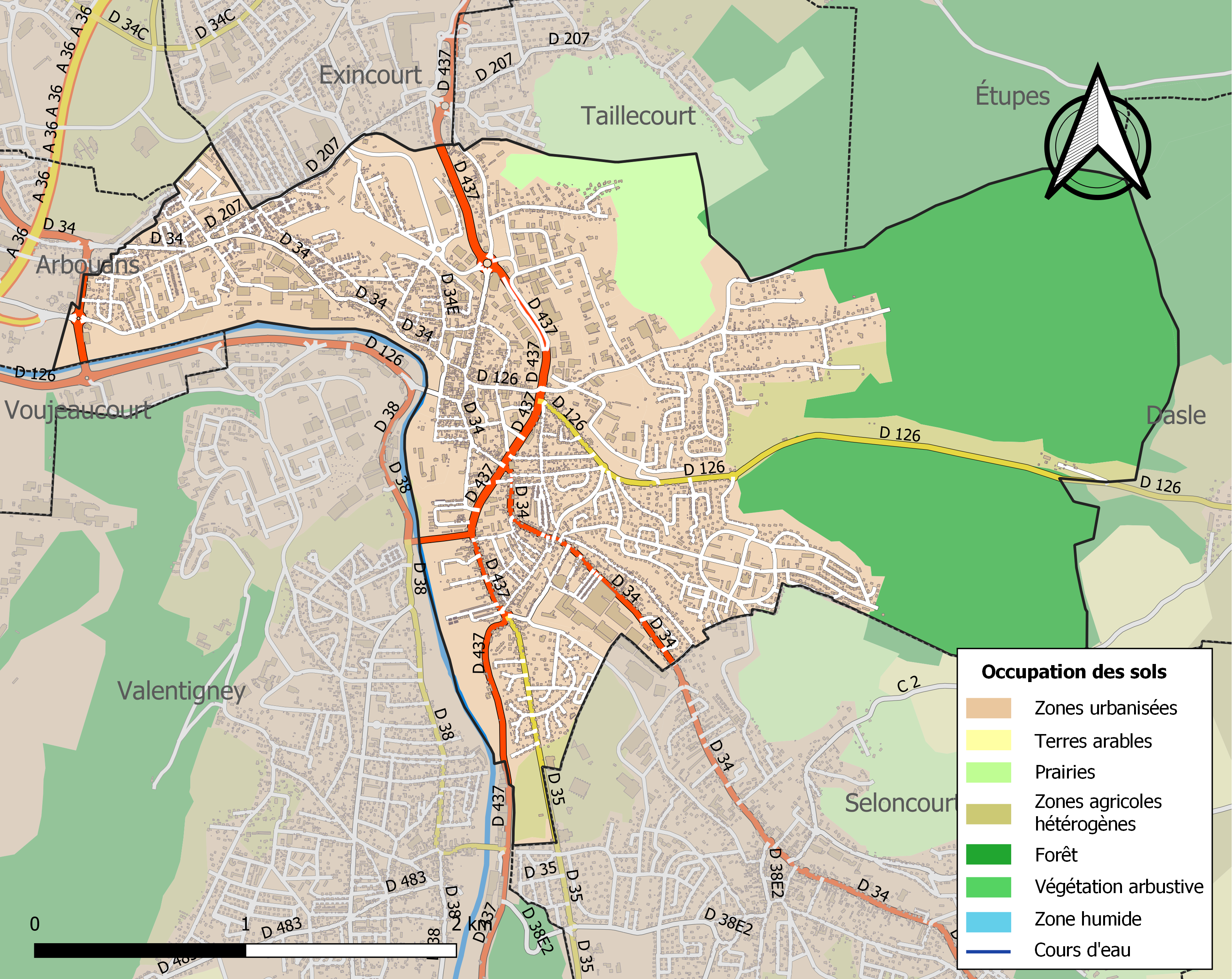
Carte des infrastructures et de l'occupation des sols de la commune en 2018 (CLC).

## Toponymie
Adincort en 1140 ; Audincourt en 1181 ; Ad Dincort en 1196 ; Adincourt en 1489.
Le nom de la ville Audincourt (Adingcort, 1180) vient de « Audin » et du suffixe -court (domaine) que l'on traduira simplement par village, hameau et de Audin qui doit être le nom francisé d'un homme germanique Ading, (A(l)dwin, Alda ?).
D'autres noms de ville à proximité sont bâtis de la même façon, Vandoncourt notamment (village de Vandon).

## Histoire
Audincourt appartenait au comté de Montbéliard, qui fut rattaché à la France en 1793. À cette époque, Audincourt s'appelait Adincoürt.
Dès le tout début du XVIIe siècle (1619), un premier haut-fourneau est établi sur la rive droite du Doubs. Ce haut fourneau permet de produire de la fonte à partir du minerai de fer extrait  dans  le voisinage. La  rivière  fournit  la  force  motrice  et  permet  au  bois  de  la  montagne  d’être amené par flottage. La forge fonctionne exclusivement au charbon de bois. Le haut fourneau donne un fer de haute qualité utilisé au départ surtout pour fabriquer des cuirasses, des armes à feu et des ustensiles de cuisine.
La production de barres et de tôles métalliques se développe au long des deux siècles suivants, atteignant  750 tonnes en 1788, essentiellement écoulées en Suisse. Les  forges  d’Audincourt font venir leur main-d’œuvre de Suisse et de France (Bourgogne), principalement de confession catholique. Ces ouvriers, plus ou moins spécialisés  (étameurs, platiniers, marteleurs…), fréquentent la paroisse catholique de Montbéliard.
L'expansion des forges d'Audincourt reprend après la Révolution et se poursuit jusqu'à son apogée, au milieu du XXe siècle. L'activité emploie 50 ouvriers en 1788, 200 vers 1825, 300 vers 1845 et 500 vers 1900. L'effectif passe à 1 130 ouvriers en 1926, 1 254 en 1930, 1 400 personnes en 1954 et 1 300 en 1964.
La commune est le lieu d'implantation en 1897 de la première usine automobile de Peugeot.

## Politique et administration

### Rattachements administratifs et électoraux
La commune se trouve  dans l'arrondissement de Montbéliard du département du Doubs. Pour l'élection des députés, elle fait partie depuis 1986 de la quatrième circonscription du Doubs.
Elle était depuis 1793 le chef-lieu du canton d'Audincourt. Dans le cadre du redécoupage cantonal de 2014 en France, elle est désormais le bureau centralisateur de ce canton, qui est modifié, passant de 5 à 9 communes.

### Intercommunalité
La commune fait partie de la communauté d'agglomération Pays de Montbéliard Agglomération, créée en 1999.

## Population et société

### Démographie
Les habitants sont nommés les Audincourtois.

#### Évolution démographique
L'évolution du nombre d'habitants est connue à travers les recensements de la population effectués dans la commune depuis 1793. Pour les communes de plus de 10 000 habitants les recensements ont lieu chaque année à la suite d'une enquête par sondage auprès d'un échantillon d'adresses représentant 8 % de leurs logements, contrairement aux autres communes qui ont un recensement réel tous les cinq ans,.

En 2022, la commune comptait 14 009 habitants, en évolution de +3,14 % par rapport à 2016 (Doubs : +1,88 %, France hors Mayotte : +2,11 %).
| 1793 | 1800 | 1806 | 1821 | 1831  | 1836  | 1841  | 1846  | 1851  |
| ---- | ---- | ---- | ---- | ----- | ----- | ----- | ----- | ----- |
| 660  | 535  | 734  | 936  | 1 265 | 1 432 | 1 627 | 2 024 | 2 144 |

| 1856  | 1861  | 1866  | 1872  | 1876  | 1881  | 1886  | 1891  | 1896  |
| ----- | ----- | ----- | ----- | ----- | ----- | ----- | ----- | ----- |
| 2 513 | 2 864 | 3 236 | 3 724 | 4 258 | 4 599 | 4 865 | 5 228 | 5 482 |

| 1901  | 1906  | 1911  | 1921  | 1926  | 1931  | 1936  | 1946  | 1954   |
| ----- | ----- | ----- | ----- | ----- | ----- | ----- | ----- | ------ |
| 7 347 | 7 633 | 8 694 | 8 760 | 9 648 | 9 918 | 9 720 | 9 040 | 10 282 |

| 1962   | 1968   | 1975   | 1982   | 1990   | 1999   | 2006   | 2011   | 2016   |
| ------ | ------ | ------ | ------ | ------ | ------ | ------ | ------ | ------ |
| 12 433 | 13 488 | 18 578 | 17 454 | 16 361 | 15 539 | 14 637 | 14 966 | 13 582 |

| 2021   | 2022   | - | - | - | - | - | - | - |
| ------ | ------ | - | - | - | - | - | - | - |
| 13 944 | 14 009 | - | - | - | - | - | - | - |

#### Pyramide des âges
La population de la commune est relativement jeune.
En 2018, le taux de personnes d'un âge inférieur à 30 ans s'élève à 35,5 %, soit en dessous de la moyenne départementale (36,9 %). À l'inverse, le taux de personnes d'âge supérieur à 60 ans est de 28,0 % la même année, alors qu'il est de 25,4 % au niveau départemental.
En 2018, la commune comptait 6 545 hommes pour 6 791 femmes, soit un taux de 50,92 % de femmes, légèrement inférieur au taux départemental (51,07 %).
Les pyramides des âges de la commune et du département s'établissent comme suit.
| Hommes | Classe d’âge | Femmes |
| ------ | ------------ | ------ |
| 0,8    | 90 ou +      | 1,8    |
| 8,0    | 75-89 ans    | 10,1   |
| 17,5   | 60-74 ans    | 17,7   |
| 19,0   | 45-59 ans    | 18,5   |
| 18,0   | 30-44 ans    | 17,5   |
| 16,0   | 15-29 ans    | 15,5   |
| 20,7   | 0-14 ans     | 18,9   |

| Hommes | Classe d’âge | Femmes |
| ------ | ------------ | ------ |
| 0,7    | 90 ou +      | 1,7    |
| 7,1    | 75-89 ans    | 9,4    |
| 15,8   | 60-74 ans    | 17     |
| 19,4   | 45-59 ans    | 18,7   |
| 18,8   | 30-44 ans    | 18,3   |
| 19,3   | 15-29 ans    | 17,5   |
| 18,9   | 0-14 ans     | 17,4   |

### Enseignement
- Le lycée Nelson Mandela, ouvert depuis la rentrée 2001-2002. Il fait partie de l’Académie de Besançon. Il propose plusieurs formations professionnelles, dont des CAP, Bac Pro et BTS dans les domaines de la plasturgie, de l’hygiène, de la restauration et de l’électricité.
- Le collège Jean Bauhin, rénové au cours de travaux entrepris en novembre 2004 et achevés le 26 octobre 2007. Il est situé en zone d'éducation prioritaire. Les effectifs à la rentrée 2007 sont de 489 élèves[40].

### Manifestations, organisations culturelles et festivités
- Le Théatre de l'Unité est une compagnie de théâtre hébergée et installée sur le site Japy par la ville d'Audincourt.
- Festival du film fantastique Bloody week-end.
- Festival de bandes dessinées[41].
- Rencontres et Racines, festival de musiques du monde depuis 1990 et accueillant en moyenne 40 000 spectateurs sur trois jours[42],[43].

### Santé
L'hôpital le plus proche est l'hôpital Nord Franche-Comté situé à Trévenans, dans le Territoire de Belfort (département voisin), entre Belfort et Montbéliard,.

## Culture locale et patrimoine

### Lieux et monuments

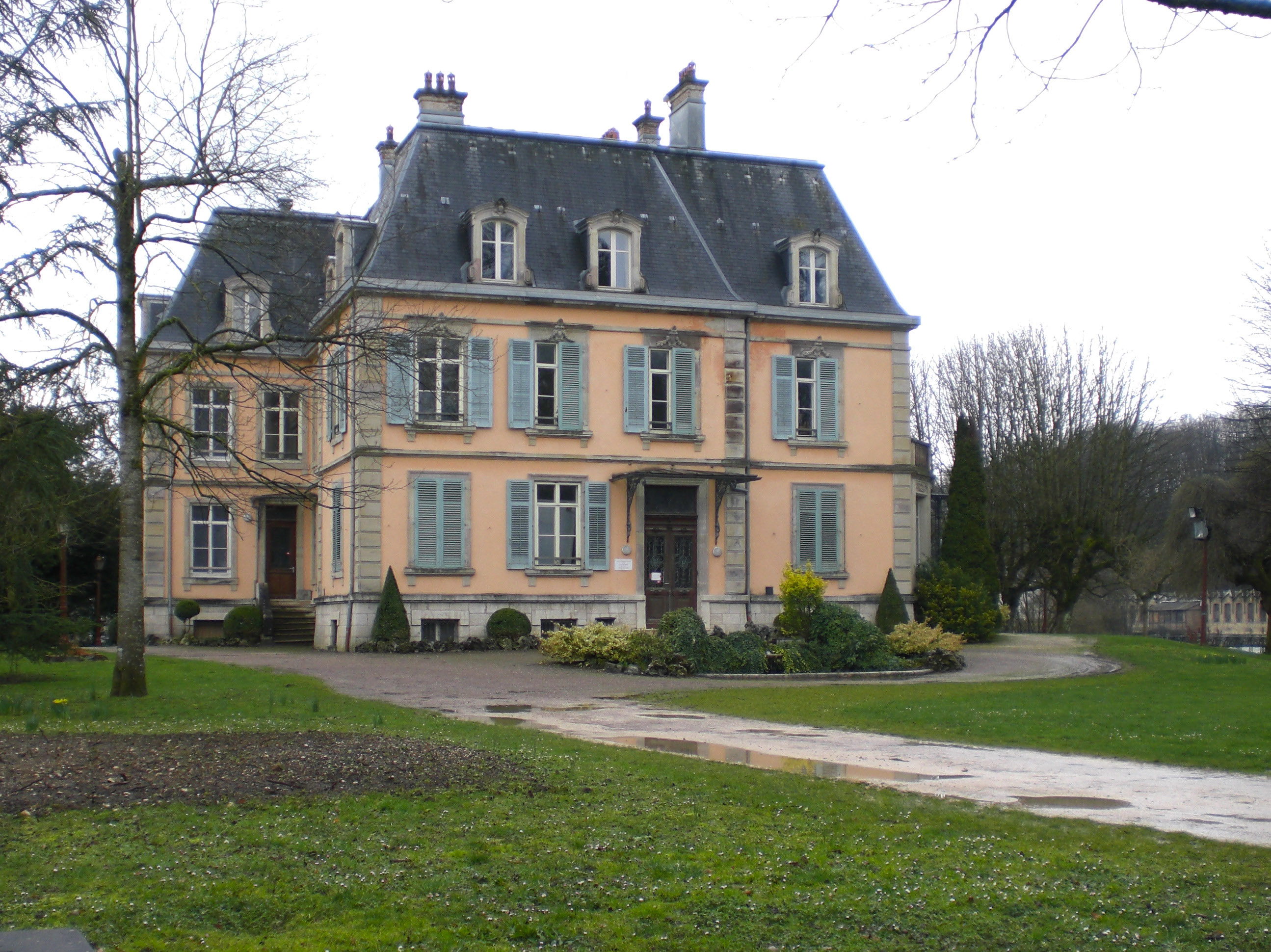
Château Peugeot.

- L'église du Sacré-Cœur date de 1951 et est dotée d'une architecture moderne. Elle a été conçue par l'abbé Prenel avec l'aide de ses fidèles. Jean Bazaine y a réalisé la fresque de l'entrée et le baptistère et Fernand Léger la tapisserie de l'autel et les 17 vitraux de la nef[46].
- L'église Notre-Dame de l'Immaculée Conception est l'une des premières églises construites en béton armé de France. Construite en 1932 d'après les plans du moine architecte dom Paul Bellot (1876-1943), elle abrite de lumineux vitraux réalisés par Valentine Reyre, créant des jeux d'ombre et de lumière[47].
- Le château Peugeot héberge aujourd'hui le Centre régional d'éveil aux arts plastiques et à la bande dessinée[48].
- Le château Thévenot est l'une des belles demeures à avoir survécu à la Révolution. Il abrite aujourd'hui une bibliothèque.
- Le Temple de l'Église évangélique luthérienne, figure historique de l'adhésion d'Audincourt aux idées de la Réforme très tôt professées par les princes de Montbéliard.

### Personnalités liées à la commune
- Auguste Ménégaux (1857-1937) : ornithologue né à Audincourt ;
- Roger Hug (1913-1996) : footballeur né à Audincourt ;
- Irène Tharin née Adami (1938-2016) : femme politique née à Audincourt, maire de la commune voisine de Seloncourt notamment ;
- Daniel Dubail (1943-2005) : catcheur né à Audincourt ;
- Daniel Beretta (1946-2024) : comédien, auteur, compositeur et interprète né à Audincourt ;
- Annie Genevard née Tharin (1956-) : femme politique née à Audincourt, fille de Bernard Tharin et d'Irène Tharin née Adami ;
- Gilles Rémy (1959-) : homme d'affaires né à Audincourt ;
- Franck Mantaux (1965-) : footballeur né à Audincourt ;
- Loïc Malnati (1973-) : dessinateur et scénariste de bande dessinée né à Audincourt ;
- Camel Meriem (1979-) : footballeur né à Audincourt ;
- Benoît Pedretti (1980-) : footballeur né à Audincourt ;
- Alassane N'Diaye (1990-) : footballeur né à Audincourt ;
- Jacques Livchine : créateur du Théatre de l'Unité implanté dans la commune ;
- Hervée de Lafond (1944-) : comédienne, co-directrice avec Jacques Livchine du Théâtre de l'Unité ;
- Omar Daf : footballeur professionnel sénégalais ayant évolué au FC Sochaux et adjoint au staff de la sélection sénégalaise de football lors de la coupe du monde en Russie ;
- Émilie Hantz (1985-) est une actrice française.

### Héraldique
Blason de la commune
| Blason de Audincourt | Blason  | Écartelé au 1) de gueules à la croix d’argent chargé en cœur d’une étoile d’azur, au 2) d’azur à l’enclume abaissée surmontée de la date 1619, le tout d’argent, au 3) d’azur aux deux marteaux d’argent passés en sautoir, au 4) d’or aux trois demi ramures de sable posées en barre et rangées en pal. |
| Blason de Audincourt | Détails | Le statut officiel du blason reste à déterminer. |